# Wright-Patterson Air Force Base
Wright-Patterson Air Force Base (WPAFB, även förkortat till Wright-Patterson AFB) (IATA: FFO, ICAO: KFFO) är en amerikansk flygvapenbas och census-designated place belägen utanför Dayton i Green och Montgomery County i delstaten Ohio. 
Basen som först uppläts för militärflyg 1917 har en lång historia, från bröderna Wright (som verkade på platsen) fram till rymdåldern. Under 2010 hade Wright-Patterson Air Force Base 27 406 anställda (militär, civilanställda samt anställda genom kontraktsuppdrag. Enligt 2000 års census var det 6 656 personer i 1 754 hushåll och 1 704 familjer som bodde på basens område.

## Verksamhet
På flygbasen finns högkvarteret för Air Force Materiel Command som har till uppdrag att bedriva forskning, systemutveckling, testning och utvärdering, livscykelhantering samt upphandlingsstöd och logistik för flygvapendepartementet. Forskningslaboratoriet Air Force Research Laboratory och den högre utbildningsinstitutionen Air Force Institute of Technology är båda inkvarterade på området. Project Blue Book som undersökte UFO-fenomenet på 1950-talet utgick från Wright-Patterson. I Likhet med Area 51 cirkulerar det konspirationsteorier om att Wright-Patterson är en av de platser i USA där tillvaratagna delar från Roswellincidenten (farkoster eller kroppar av utomjordiskt liv) förvaras.
Mellan 1 och 21 november 1995 pågick på flygbasen de förhandlingar mellan ledarna för de stridande parterna i det forna Jugoslavien; Alija Izetbegović (Bosnien och Hercegovina), Franjo Tuđman (Kroatien) och Slobodan Milošević (Serbien); under ledning av den framlidne amerikanske diplomaten Richard Holbrooke som ledde till Daytonavtalet och Bosnienkrigets slut.
Vid Wright-Patterson finns även National Museum of the United States Air Force som har mer än 360 flygplan (bland annat ett av de flygplan av typ Boeing 707 som tjänstgjorde som Air Force One mellan John F. Kennedy och George H.W. Bushs presidentskap) och robotar utställda.

## Galleri

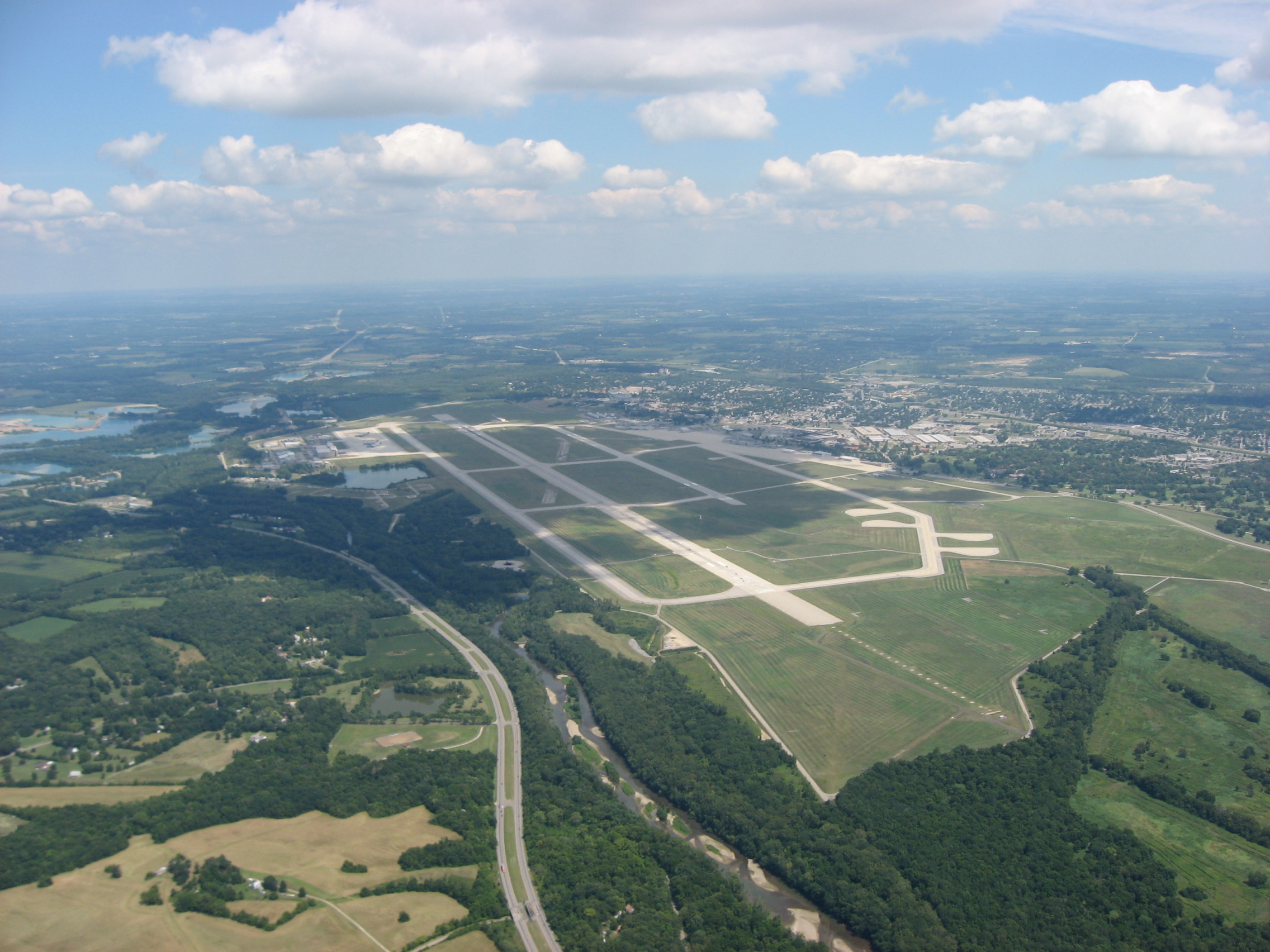
Flygfoto över Wright-Patterson Air Force Base.
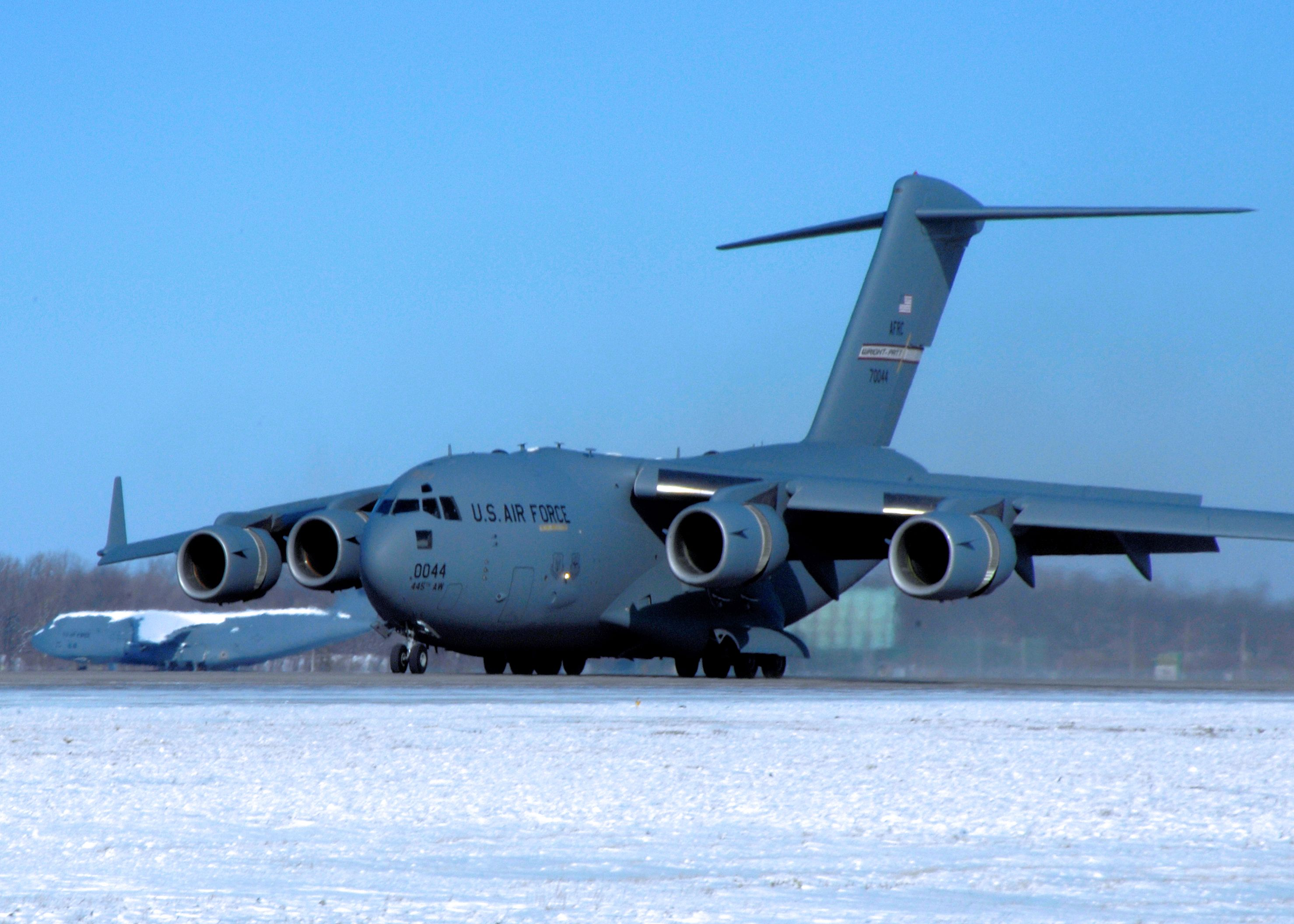
En Boeing C-17 Globemaster III tillhörande 445th Airlift Wing stationerad på Wright Patterson AFB.
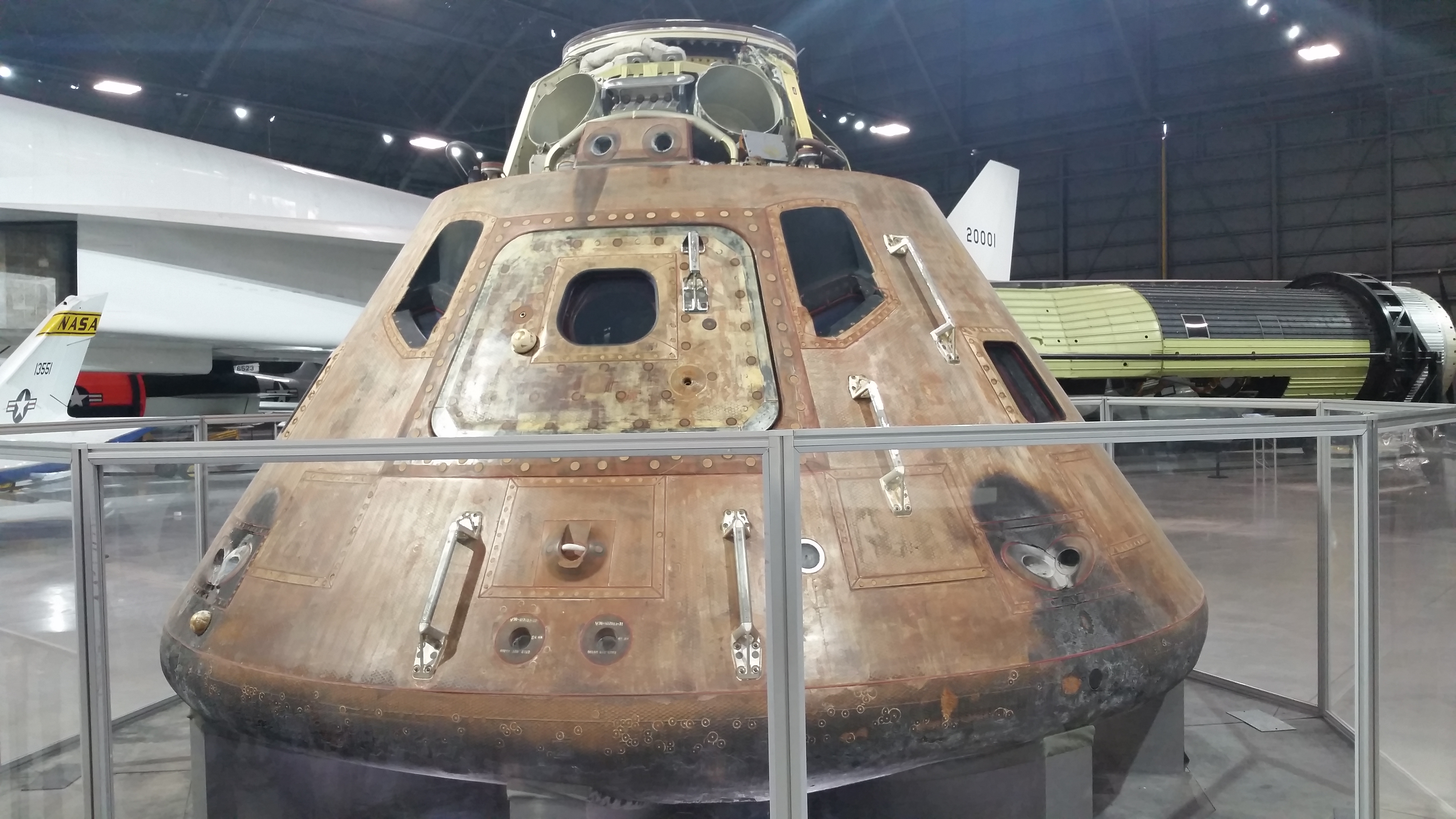
Kommando- och servicemodul från NASA:s Apollo 15 är ett av utställningsföremålen på National Museum of the United States Air Force.